# 台灣探空火箭

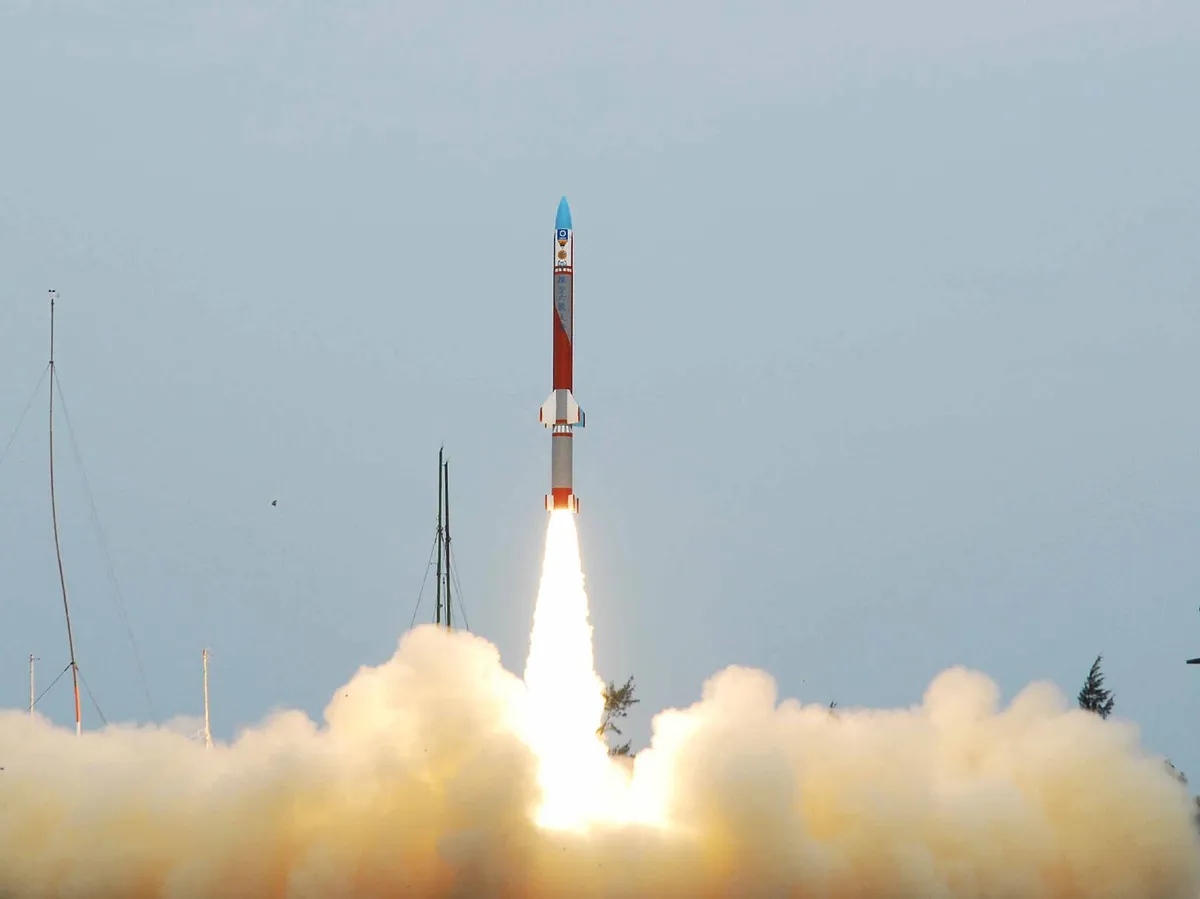
中華民國（台灣）探空六號火箭發射狀況

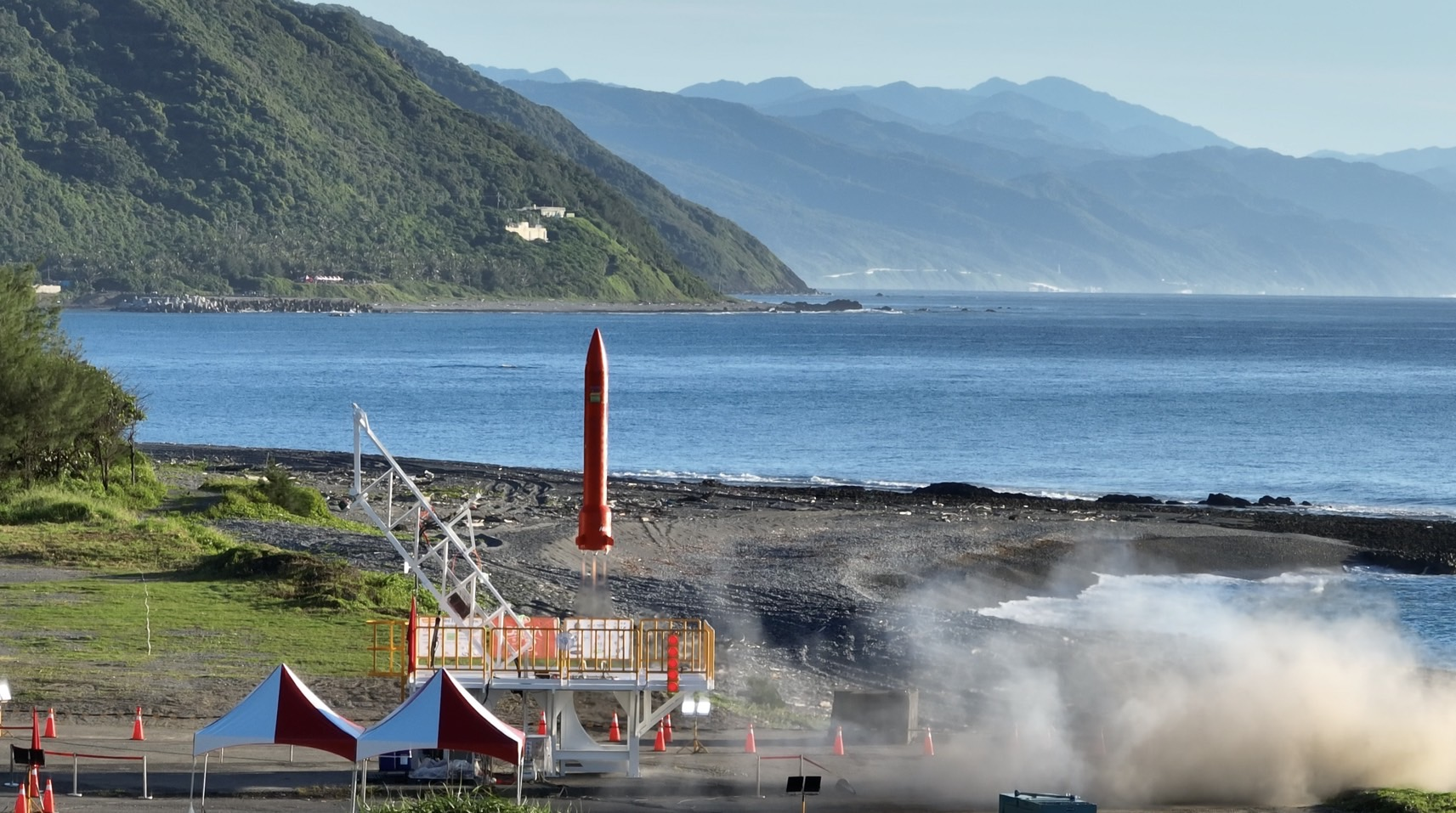
前瞻火箭研究中心 HTTP-3A科研火箭於旭海科研火箭發射場進行飛行測試

台灣探空火箭為中華民國政府「太空科技長程發展計畫」項目下投資開發的火箭，由國家太空中心主導，目前已進行10次探空火箭發射任務。
在第一期與第二期太空計畫中，為減少成本，由中山科學研究院開發的既有火箭改良，進行高度50至300公里（中氣層至熱層）的科學研究。所採用有效方法省除引導及控制系統，火箭採自由動彈射方式，以氣動力翼翅或裙狀外型（Flane）使氣體重心位於中心後，以保持火箭穩定飛行。
台灣探空火箭計畫，自1997年至2003年共發射了3次，第2期長程計畫中計畫在2004年至2018年發射7次探空火箭。從2019年開始的第三期太空計畫則委託民間廠商晉陞太空科技股份有限公司和大專院校開發探空火箭，預定在2020年進行發射任務。

## 技術諸元
- 火箭射高：200~300公里
- 火箭射程：100~200公里
- 飛行時間：300~1000秒
- 火箭全長：7.7公尺
- 火箭質量：1680公斤
- 火箭可大於75度仰角發射

## 發射紀錄
| 次別 | 發射日期（西元年-月-日） | 酬載                                                                                                 | 結果                 |
| ---- | ------------------------ | --- | -------------------- |
| 1    | 1998年12月15日           | 無，蒐集溫度及震動資料                                                                               | 成功                 |
| 2    | 2001年10月24日           | TMA （Tri-Methyl Aluminum，三甲基鋁）科學酬載，進行電離層E層（80~150公里）大氣中性風場及亂流參數測量 | 否，未達預定高度落海 |
| 3    | 2003年12月24日           | TMA （Tri-Methyl Aluminum，三甲基鋁）科學酬載，TMA燃料釋放、火焰軌跡影像                             | 成功                 |
| 4    | 2004年12月14日           | 光度計、GPS（全球定位系統）                                                                          | 成功                 |
| 5    | 2006年1月18日            | 離子探測儀、三軸磁力計                                                                               | 成功                 |
| 6    | 2007年9月13日            | 回收艙回收實驗                                                                                       | 成功                 |
| 7    | 2010年5月5日             | 電漿探測儀                                                                                           | 成功                 |
| 8    | 2013年6月5日             | 過氧化氢單基推進系統、科學儀器回收艙                                                                 | 成功                 |
| 9    | 2014年3月26日            | 太空電漿量測儀                                                                                       | 成功                 |
| 10   | 2014年10月7日            | 電離層探測儀器                                                                                       | 成功                 |

### 探空一號火箭
探空一號火箭於1998年12月15日順利執行飛試，此次飛試並無搭載任何科學酬載。飛行測試中蒐集到各項溫度與振動資料，成功達成各項測試目標。

### 探空二號火箭
為回應台灣學術界與國家太空中心需求，於探空一號火箭飛行測試完成後，原備份火箭提供大學作科學或工程研究載具。國立中央大學於1998年10月獲國科會補助，與美國克莱门森大学（Clemson University）物理系合作發展TMA（Tri-Methyl Aluminum，三甲基鋁）科學酬載，進行電離層E層，高度80至150公里範圍內大氣中性風場及亂流參數之量測。 
探空二號火箭比探空一號火箭多裝TMA酬載，並預定在飛行途中釋放TMA。於2001年10月24日凌晨發射，發射後12秒，因第二節未能依照預設指令點火而失去上升推力，火箭未達預定高度而提早落海。此次火箭實際飛行時間114秒，因第二節火箭未點火成功，故預計於59秒時進行的TMA釋放動作即被終止。

### 探空三號火箭
探空三號火箭仍以TMA做為科學酬載，希望以相同之酬載介面來驗證探空二號火箭飛行失效原因，已確實被掌握並獲得改進。火箭於2003年12月24日發射，火箭最大高度約265公里，飛行約508秒後落海，射程約180公里。此次任務成功，火箭飛行途中之TMA噴釋、TMA火焰斷、續及燄跡持續擴散等TMA火焰軌跡影像，均為科學團隊所攝得。
此次科學實驗係利用在半導體業十分常見的三甲基鋁液體(簡稱TMA)易與空氣中之氧氣和水汽起燃燒作用的特性。TMA科學實驗結果有助於了解台灣上空的大氣與太空動力現象。探空三號火箭科學實驗成為全球首次在低緯度地區執行電離層中性風的測量研究。 
探空三號火箭所攜帶的TMA科學實驗酬載，灌有約3.1公斤TMA液體，依照原先規劃於火箭發射後59秒，離地約80公里高處，開始釋放TMA液體，並以噴1秒停2秒的方式持續釋放TMA液體至約200公里高度。實驗目的為探討台灣上空80至140公里高空電離層的中性風及亂流現象。TMA在高空中由火箭釋出後，將由設在地面的三套高性能數位照相機追蹤TMA火焰尾跡，而利用三角測量法可以得到TMA尾跡隨時間漂移的情形，進而推算出不同高度的中性風風速與位置。此次地面觀測地點設置於高雄縣樹德科技大學，台東縣國立成功商業水產職業學校，以及屏東九鵬發射基地。
TMA科學酬載儀器：TMA容器本體、爆衝閥、控制閥、TMA填充閥與安全閥、TMA填充管、電路介面、噴射器、壓力計。

### 探空四號火箭
探空四號火箭承載「光度計」及「GPS」兩項酬載，進行台灣上空之科學實驗。光度計酬載為國立中央大學提供，進行高度70-250公里間之大氣氣輝現象量測；GPS酬載由中央研究院與成功大學提供，進行火箭全程軌跡量測，並提供光度計酬載所需之火箭高度資料。火箭於2004年12月14日 晚上 10:30執行飛行測試，圓滿成功。GPS全程鎖定；光度計亦於試驗高度獲得所需資料。
此次任務目標：以光度計觀測台灣上空90~300公里大氣綠色輝光(557.7 nm)強度與分布。GPS 接收機高速運動及太空環境下之性能驗證，地面同時進行DGPS量測，並提供大氣觀測飛行路徑即時精密數據。探空火箭新增功能之展示驗證，包括酬載視窗、資料遙傳等。

### 探空五號火箭
探空五號火箭承載「離子探測儀」及「三軸磁力計」兩項主要酬載，進行台灣上空科學實驗。其中離子探測儀是由台灣國立中央大學與日本大阪市立大學合作研製，用於量測離地82到282公里高度之間太空環境的電漿密度與離子溫度。磁力計則是用來量測進行實驗時火箭的姿態變化。為配合此次科學實驗，中山科學研究院火箭的設計，成功地加上了鼻錐罩開啟功能及其所需的機構設計。同時，為了掌握最佳的發射時機，中大架設了地面電離層雷達，進行觀測電離層不規則體分布的狀態。這次的探空任務也同時規劃了福衛二號，進行台灣上空氣輝的聯測，以作為電離層量測的參考。探空五號火箭於2006年1月18日19時48分點火發射，進行飛行測試，圓滿完成科學實驗。到目前為止，在國際上尚很難找到針對特定的電離層不規則體事件，同時利用探空火箭(量測電漿密度與離子溫度垂直分布)，地面雷達(定出不規則體位置以及三維結構，並觀測漂移速度)，以及人造衛星(觀測氣輝)進行共同觀測的先例。
此次任務目標：發射前數天，以電離層觀測雷達，獲得實驗場上空電離層不規則體分布的狀態及其變化，用於決定適當的發射窗。火箭發射升空，58.2秒，82公里，鼻錐罩開啟。以離子探測儀量測台灣東南海面上空82到282公里之間的電漿密度與離子溫度。以磁力計全程記載酬載艙的三軸磁場變化量。福爾摩沙衛星二號通過台灣西方的軌道時，以斜角觀測台灣上空的氣輝現象。飛試後，繼續兩天的地面站電離層觀測。
發射時序：
| 時間(T) | 距地表高度(公里) | 火箭動作            |
| ------- | ---------------- | ------------------- |
| T=0     | 0                | 19:48火箭發射       |
| T=6     | 1.9              | 第一節火箭脫離      |
| T=12    | 5.3              | 第二節火箭點火      |
| T=42    | 51               | 第二節燃畢,穩定滾轉 |
| T=58.2  | 82               | 鼻錐罩開啟          |
|         |                  | 電離層探測          |
| T=270   | 282              | 酬載達最高點        |

### 探空六號火箭
國家太空中心探空六號火箭於2007年9月13日13時50分在九鵬基地發射昇空，執行單基燃燒推進及回收艙兩項科學實驗。由成功大學及國立中央大學團隊分別負責設計製造的這兩項酬載，搭乘中山科學研究院所研製的2節探空火箭昇空，於6秒後第一節完成燃燒推進及脫節的動作，12秒時點燃第二節火箭，43秒時第二節燃畢，約58秒時執行鼻錐罩的開啟，接著從136秒到218秒執行單基燃燒推進的實驗，這項實驗的數據資料，經由遙傳鏈路即時地完整下傳。之後火箭借由慣性的能量繼續爬升，於270秒時到達約280公里的最高點。
當火箭回降到100公里高度時(約發射後417秒)，位於火箭前端的回收艙，即經由分離機構的啟動而被彈開與火箭分離。根據飛行時序設計的步驟，火箭本體重返大氣後，會翻轉成頭向下的飛行姿態落海。
分離後的回收艙，由於其外型與重心的設計，其大鈍頭自然會以朝下的姿態下降，隨後逐漸減速並執行開傘落海的動作。回收艙在下降過程所量得的數據資料，由內建的記憶體儲存，待回收後再行下載分析。在回收艙落海後，空軍的海上搜救S-70C直昇機即由綠島起飛出發，循由回收艙所發出的搜救無線電訊號的方向，前往預估的落海點附近，進行搜尋與回收的作業，經過了約100分鐘的搜尋，結果尚未尋獲回收艙。
發射時序：
| 時間(T) | 距地表高度(公里) | 火箭動作                                                     |
| ------- | ---------------- | ------------------------------------------------------------ |
| T=0     | 0                | 火箭由台灣屏東國家中山科學研究院九鵬院區發射，第一節引擎啟動 |
| T=6     | 1.85             | 第一節火箭脫離                                               |
| T=12    | 5.34             | 第二節火箭點火                                               |
| T=43    | 50.12            | 第二節燃料用盡,停止推進                                      |
| T=58    | 80               | 火箭鼻錐分離                                                 |
| T=136   | 136              | 單基燃燒開使推進酬載(推一秒停兩秒)                           |
| T=218   | 280              | 單基燃燒停止推進酬載                                         |
| T=270   | 282              | 酬載達最高點                                                 |
| T=417   | 100              | 回收艙分離                                                   |
| T=543   | 0(火箭本體)      | 火箭本體落海                                                 |
| T=626   | 3(回收艙)        | 開傘減速                                                     |
| T=821   | 0(回收艙)        | 回收艙落海,回收                                              |

### 探空七號火箭
原定2009年7月發射的探空七號火箭，延後至2010年5月初發射，此次任務耗費約新臺幣三千萬元。這枚火箭於2010年5月5日19時50分發射升空，以約83.2度的仰角向東北東發射，該次任務主要執行執行電離層電漿不規則體與發生機制探測實驗。火箭最前端的鼻錐罩放置國立中央大學的電漿探測儀及姿態計。
第一節火箭推進加速至6秒後脫節，第二節火箭於發射後第12秒點燃，並於第42秒結束推進。發射後約58秒時，火箭的鼻錐整流罩分離，此時探空七號火箭的離子探測科學儀器開始執行量測，同時將科學資料經遙傳系統下傳到地面接收站。最後在第270秒到達最高點289公里的最高點後，開始返回大氣並落入太平洋中，飛行過程提供科學實驗的總時間長度約450秒，飛行距離總長約200公里。
探空七號火箭規格：兩節式，全長約8公尺，射高可達300公里、射程約100至300公里，為台灣第六枚全自製，總耗費約三千萬元。
國立中央大學團隊負責探空七號實驗任務及科學酬載的設計與整合。探空七號火箭所搭載之科學酬載是由兩個「離子補獲計」（Ion Trap），一具「阻滯電位分析儀」（Retarding Potential Analyzer），一具「電子溫度探測器」（Langmuir Probe），並搭配姿態量測計（Aspectmeter）與全球定位系统（GPS）所構成。是台灣探空火箭計畫中，首次以六項酬載同時進行次軌道科學實驗。科學酬載的量測參數包括電離層電漿密度、離子溫度、電子溫度以及火箭飛行座標與姿態。
在地面觀測設備方面，則包括位於九鵬的 30 MHz 與 52 MHz 特高頻雷達各一座、位於中壢的 52MHz 特高頻雷達與電離層觀測儀各一座、福爾摩沙衛星三號三頻標識（TBB）訊號接收機一具及高解析度GPS接收機一具。所觀測的參數包括電離層散塊 E 層（Sporadic E ，位於88公里到144公里高度之間）與散狀 F 層（Spread F ，位於144公里到384公里高度之間）電子密度不規則體的空間分布，以及人造衛星訊號的閃爍（Flickering）現象，助於進一步了解通訊干擾的程度。

### 探空八號火箭
於2013年6月5日15時30分於屏東九鵬基地發射升空，於發射6秒後完成第一節燃燒推進及火箭脫節，12秒時點燃第二節火箭，43秒時第二節燃畢，從90秒到165秒飛試期間執行過氧化氫單基燃燒推進的試驗，於270秒時到達約279公里的最高點。當火箭回降到155公里高度時，火箭前端的回收艙與火箭分離，最終落入太平洋。探空八號火箭採用無毒的過氧化氫為燃料，是世界首例。

### 探空九號火箭
探空九號火箭於2014年3月26號晚上9點34分於屏東九鵬基地發射，搭載先進電離層相關儀器升空，在台灣南部上空80到300公里間進行大氣電離層動態量測，540秒後落入海中，成功傳回數據、完成科學實驗任務，也確保未來搭載在福衛五號上的儀器能順利運作。
太空中心資深研究員陳彥升說，福衛五號預計於2015年下半年發射，所有的設備都必須先行測試，這次探空九號火箭搭載先進的電漿探測儀及電漿阻抗分析儀等儀器升空，未來這些儀器將組裝為「先進電離層探測儀」後放在福衛五號上。探空九號火箭昨晚升空後，飛到286公里最高點，並成功傳回數據，也代表儀器未來在衛星上可成功運作，此次科學實驗任務成功。
國立中央大學地球科學院長朱延祥說，台灣位於近赤道的低緯度地區，上空受到「赤道電漿噴泉效應」影響，對於 GPS 使用者及其他衛星通訊都可能產生很大影響，包括訊號中斷，探空九號火箭裝載更先進的電漿量測儀，可持續研究台灣上空電離層的產生機制。
探空九號火箭科學酬載－太空電漿量測儀（Space Plasma Sensor Package, SPSP）由國立中央大學太空科學研究所製作，包含一具電漿阻抗分析儀（Plasma Impedance Analyzer, IMP）可量測電離層電子密度，一具阻滯電位分析儀（Retarding Potential Analyzer, RPA）可量測離子溫度，一具離子流向儀／離子捕獲儀（Ion Drift Meter/Ion Trap, IDM/IT）可量測離子速度與密度，與一具平面電漿探針（Planar Langmuir Probe, PLP）可量測電子溫度。其中 IMP 與 IDM 為首次登上我國探空火箭，而 RPA 與 IDM 則使用福衛五號（FORMOSAT-5, FM-5）科學酬載－先進電離層探測儀（Advanced Ionospheric Probe, AIP）相同的探測器。
搭配中大自製的微機電姿態量測儀（Aspectmeter, ASM，安裝有三軸加速計、陀螺儀、磁力計）和單軸光纖陀螺儀（Fiber Optic Gyroscope, FOG，其中關鍵元件－多功能積光元件（Multiple Integrated Optical Chip, MIOC），為中大光電中心製作）與中山科學研究院所提供的軍用三軸光纖陀螺儀和全球定位儀（GPS），共同量測火箭的精準位置與姿態，協助科學資料分析所需。 
與探空九號火箭配合的地面雷達系統主要架設在九鵬射場與台東太麻里工作站。九鵬射場儀器安裝特高頻 52MHz 雷達與 30MHz 雷達各一部、福爾摩沙衛星三號三頻標識訊號接收機（Tri-band Beacon Receiver, TBB）等。太麻里工作站儀器安裝 52MHz 雷達一部與福爾摩沙衛星三號三頻標識訊號接收機。與台灣各地電離層探測儀與全球定位系統接收機共同觀測 80-300 公里之間的電離層E域與F域之電子密度結構、電離層電子密度不規則體的垂直與水平分布、人造衛星訊號閃爍現象等。

### 探空十號火箭
探空十號火箭於2014年10月7號上午11時10在屏東九鵬基地成功發射，搭載6項先進電離層相關科學儀器升空，520s後落入海中，在台灣南部上空90到286公里間完成大氣電離層與熱氣層的動態量測，並傳回數據，成功完成任務。
探空十號於11:10發射，6秒後第一節火箭燃燒完畢並脫節，12秒時點燃第二節火箭，43秒時第二節火箭燃畢。火箭藉由慣性繼續爬升，50秒時啟動滾轉控制裝置，使火箭滾轉速率由每秒4轉降至實驗所需的每秒1.1轉以下。
58秒時高度達到82公里，此時鼻錐罩開啟並脫離，科學酬載的藍米爾探針、磁阻磁力計及離子能量分析儀依序啟動及展開，搭配其他三項儀器包括國內首次研製與飛試的中性粒子分析儀，及與日本JAXA合作發展的磁閥磁力計及太陽姿態計，共同開始進行量測。
270秒時火箭到達286公里的最高點後開始下降，並於重返大氣前完成此次科學量測任務，過程中所有科學資料，都經由火箭的遙傳通訊系統即時下傳至地面接收站，以進行後續的處理與分析。最後火箭在發射後520秒落入海中。
探空十號此次搭載的為包含六項先進儀器的電離層科學酬載，及國內首次研發的滾轉控制機制。科學酬載測量火箭經過路徑上的中性粒子、離子、電子與磁場數據資料，可以協助驗證福爾摩沙衛星三號及七號分析大氣資料的準確性；滾轉控制機制則是以改變轉動慣量方式，降低並精確控制火箭的滾轉速度，以利科學酬載量測作業。

### 探十一先期研究-混合式火箭
探十一先期研究於2009年由太空中心開始推動混合式火箭技術研發，與國立交通大學團隊及國立成功大學團隊合作發展，混合式火箭技術是最安全及最環保的火箭推進技術，為太空旅行業者（如Virgin Galactic）所使用，因此這項科技發展的未來產業應用潛力相當可觀。在2010至2014期間，本研究計畫共完成多次10到30公里高度的發射試驗，工程科學實驗包括飛行電腦、通訊次系統、GPS接收機、光纖陀螺儀及奈米級衛星等。這研究計畫最重大的技術貢獻是完成2項混合式火箭推進發明專利，使其推進效率增加20%以上（達290秒），且已接近主流液態燃料火箭引擎的效率，而製作成本只要液態燃料火箭引擎的10%以下，因此非常具有國際競爭力。另外，這混合火箭計畫所研發成功的碳纖高壓燃料筒技術，將來可應用於氫燃料車及太陽光電綠能產業中利用氫儲存日間多餘的電，於夜間燃料電池發電使用，這些相關技術的 Spinoff 應用，也將可實質上展現產業應用的效益。
2016年，國家太空中心向國內產、學、研界徵求多功能火箭團隊，有「多功能混合式探空火箭」和「前瞻型混合式探空火箭」，多功能混合式探空火箭由太空中心與晉陞太空科技公司合作規劃，以兩年半的時間發展多功能混合式火箭系統，藉此也逐步培育台灣民間新一代火箭工程、太空科學人才與育成新興太空產業公司。此外，太空中心與學術界國立成功大學合作研製一具前瞻型混合式探空火箭，藉由學術界研發能力以培養探空火箭相關之前瞻技術，預計2020年進行多功能混合式火箭發射，2021年進行前瞻型混合式火箭發射。

## 其他
前瞻火箭研究中心為國內學界探空火箭製作與研究的主要團隊之一，其發展的APPL系列探空火箭使用「硝糖燃料」技術，HTTP系列探空火箭則使用國內領先的混合式燃料技術，是研發衛星運載火箭的重要技術，但現有政府計畫經費已耗盡，目前轉向民間募集，並預定於2021年挑戰100公里，發射HTTP-3A火箭。

## 外部連結
- NSPO - 探空火箭計畫 （页面存档备份，存于）
- ARRC前瞻火箭：HTTP-3前進宇宙募資計畫 （页面存档备份，存于）